# Pablo Palacio
Pablo Arturo Palacio Suárez (Loja, 25 de enero de 1906-Guayaquil, 7 de enero de 1947) fue escritor y abogado ecuatoriano. Fue uno de los fundadores de la vanguardia en el Ecuador e Hispanoamérica, un adelantado en lo que respecta a estructuras y contenidos narrativos, con una obra muy diferente a la de los escritores del costumbrismo de su época.
Su producción literaria se condensa en tres libros: la colección de cuentos Un hombre muerto a puntapiés (1927), y las novelas Débora (1927) y Vida del ahorcado (1932).

## Biografía

### Infancia
Hijo de Clementina Palacio Suárez, fue inscrito en el Registro Civil como hijo de padre desconocido. Años después su padre, Agustín Costa, trató de reconocerlo como hijo y otorgarle el apellido, cuando Palacio ya gozaba de fama literaria, pero no lo aceptó.
De sus primeros años se cuenta que cuando tenía tres años de edad, en 1909, mientras la niñera encargada de su cuidado lavaba ropa, Pablo Palacio se cayó en La Chorrera de El Pedestal, un arroyo contiguo de la ciudad de Loja. Arrastrado por el torrente de agua rodó más de medio kilómetro y cuando fue rescatado, Pablo tenía todo su cuerpo estropeado. La anécdota que cuenta que esta caída le produjo 77 heridas en la cabeza es una exageración que contribuye al mito.
Su familia materna pertenecía a una ilustre estirpe de origen español «con escudo de nobleza y su sangre se halla de cruzada con las más linajudas del país». Por mala suerte la rama familiar a la que pertenecía Pablo Palacio se había empobrecido, y lo que es más grave aún, su madre falleció cuando el escritor era todavía un niño. Este hecho marcó para siempre la personalidad y psiquis de Pablo, razón por la cual el tema de la ausencia de la madre sería uno de los motivos más recurrentes en toda su obra literaria: poeta, cuentista y novelista. Palacio pasó a ser atendido por su tía Hortensia Palacio Suárez y sostenido económicamente por su tío José Ángel Palacio Suárez, hombre de cómoda posición económica. A los seis años ingresó en la Escuela de los Hermanos Cristianos, donde estudió entre 1911 y 1917. La inteligencia que demostraba Palacio alentó a su tío a pagar sus estudios medios y de los primeros años de Universidad. La secundaria la cursó en el Colegio Bernardo Valdivieso, en donde se distinguiría por ser uno de los mejores estudiantes.
Su primera publicación se hace en 1920, cuando Pablo tenía 14 años de edad. Se trata del poema Ojos Negros, que apareció en la sección La tribuna de los niños, de Iniciación, Revista de la Sociedad de Estudios Literarios del Colegio lojano, en donde realizó sus estudios secundarios.

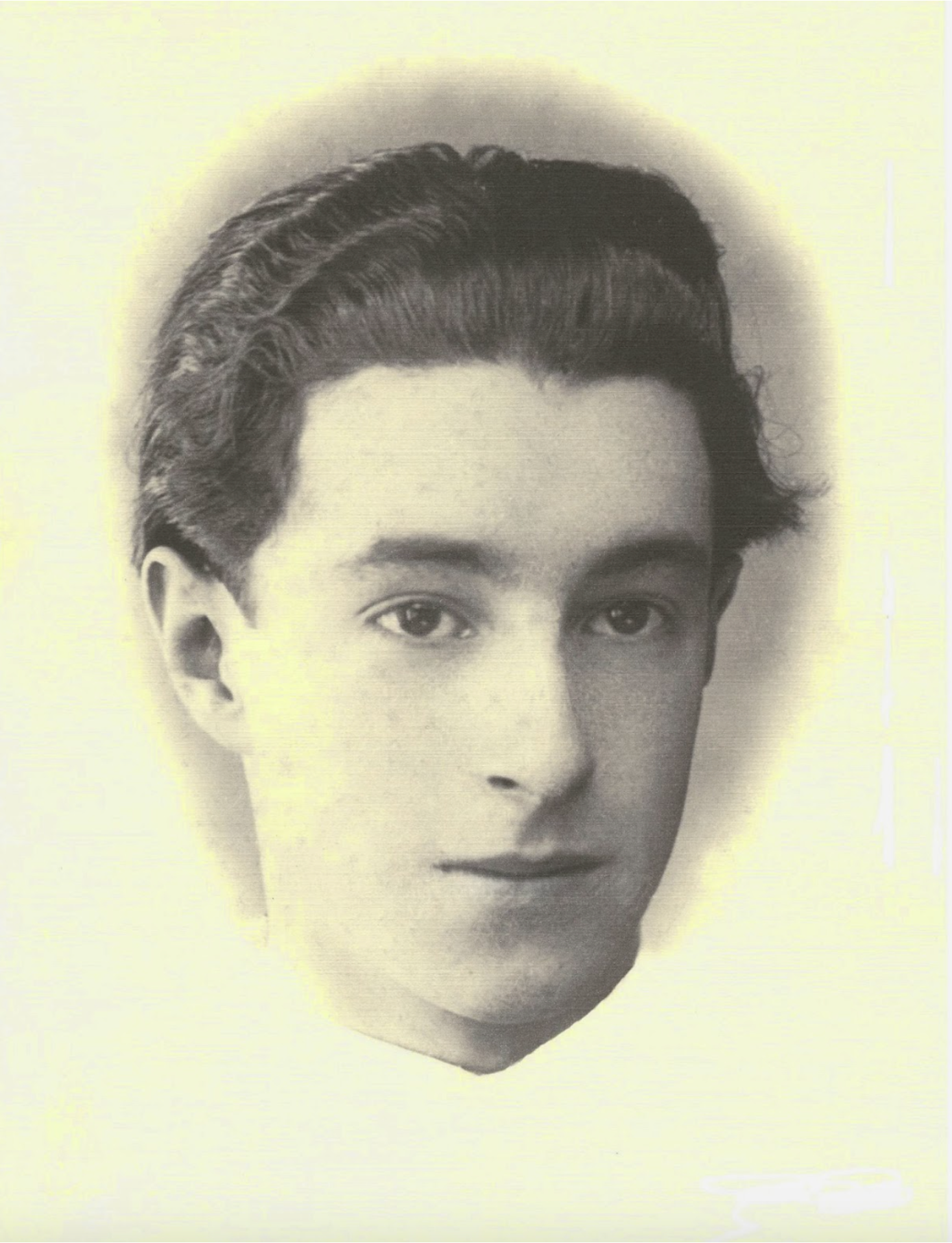
Pablo Palacio de 19 años

En 1921 Pablo Palacio obtiene un accésit (mención de honor) en los Juegos Florales que Benjamín Carrión había llevado desde la capital de la república a la ciudad de Loja con el cuento El huerfanito, que a decir del crítico antes citado y que participó como presidente del jurado que lo premió, le parecía «una especie de cuento, vargasvillesco en la forma recortada y asintáctica, pero que acusaba cierta facilidad de disparate expreso, intencional. Entre descalificar al audaz que tomaba el pelo al jurado o premiarlo por curiosidad, optamos por lo último». Al momento de recibir el premio, el todavía adolescente Pablo Palacio puso en evidencia su carácter rebelde, puesto que se negó rotundamente a arrodillarse frente a la reina de belleza, de quien debía recibir un ramo de rosas y el premio.
Luego de graduarse de bachiller se traslada a Quito, y en octubre de 1924 ingresa en la Universidad Central de Ecuador con un excelente promedio, lo que alentó a su tío a pagarle los estudios de Jurisprudencia para más tarde titularse de abogado. Durante su estadía en la ciudad capital, participó activamente del ambiente de agitación política y social que procedió y acompañó a la Revolución Juliana de 1925, capitaneada por un grupo de militares jóvenes de tendencia progresista. Palacio, junto a otros artistas de su generación, inició un sistemático cuestionamiento de los valores sociales y estéticos que desde las élites se imponían en el ámbito cultural y literario de la época, tanto en Quito como en el resto del país. En 1926, año en que se funda el Partido Socialista Ecuatoriano, Pablo Palacio, después de un concienzudo análisis, se inclina por el socialismo revolucionario de corte marxista. 

### Auge literario

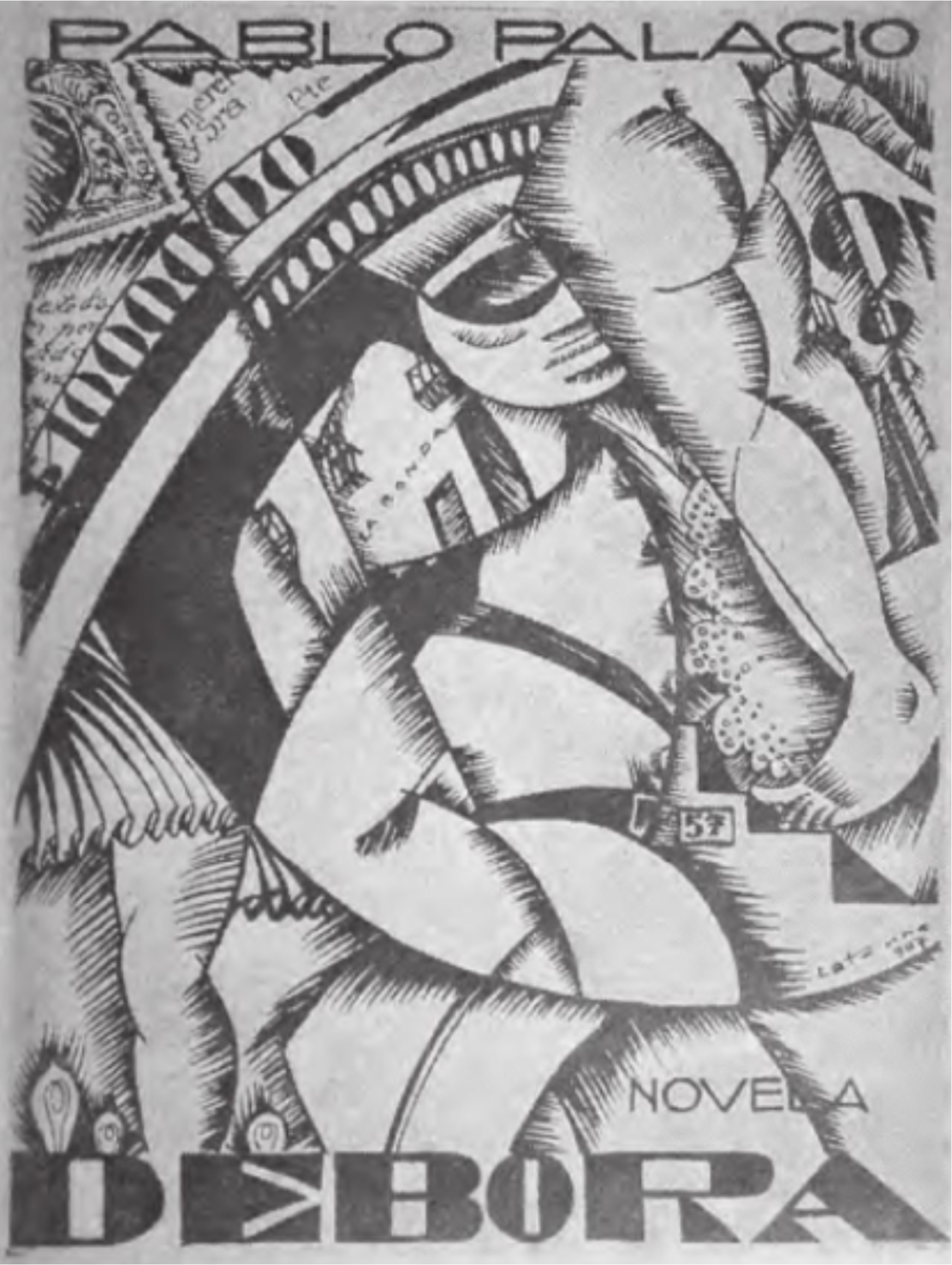
Debora

En 1927 publica la colección de cuentos Un hombre muerto a puntapiés y la novela corta Débora. Después, en 1931, comienza a publicar algunos fragmentos de la novela subjetiva Vida del ahorcado. Sus dos primeros libros se ubican como obras características del movimiento vanguardista latinoamericano.
Luego de la Guerra de los cuatro días (1932) que se libró en las calles de Quito, Manuel Benjamín Carrión Mora nombra a Pablo Palacio como subsecretario de Educación. Por entonces también hacía periodismo en el diario socialista La Tierra. En 1936 fue nombrado profesor de la Facultad de Filosofía de la Universidad Central y publicó su cuento Sierra.
Palacio es un antirromántico y en sus textos combate el romanticismo que se había convertido en un cliché. En su manera de parodiar los tópicos de estas tendencias literarias Palacio multiplica los efectos de la ironía.
Fue decano de la Facultad de Filosofía y Letras, profesor de Literatura y Filosofía cuando era ministro de Educación Benjamín Carrión, ejerció la Subsecretaría del ramo; y fue segundo secretario de la Asamblea Constituyente convocada por el general Alberto Enríquez Gallo. Además fue subsecretario del Ministerio de Educación.

### Vida familiar, enfermedad y fallecimiento
Contrajo matrimonio en 1937, con Carmen Palacios Cevallos, «la reina del Mundo intelectual capitalino», escultora y escultura como la describió su amigo el escritor José de la Cuadra y construyeron una hermosa casa en el norte de la ciudad, que llenaron de libros, de obras de arte, de cosas bellas. Al poco tiempo tendrían dos hijos, varón y mujer. La niña nació con retraso mental.

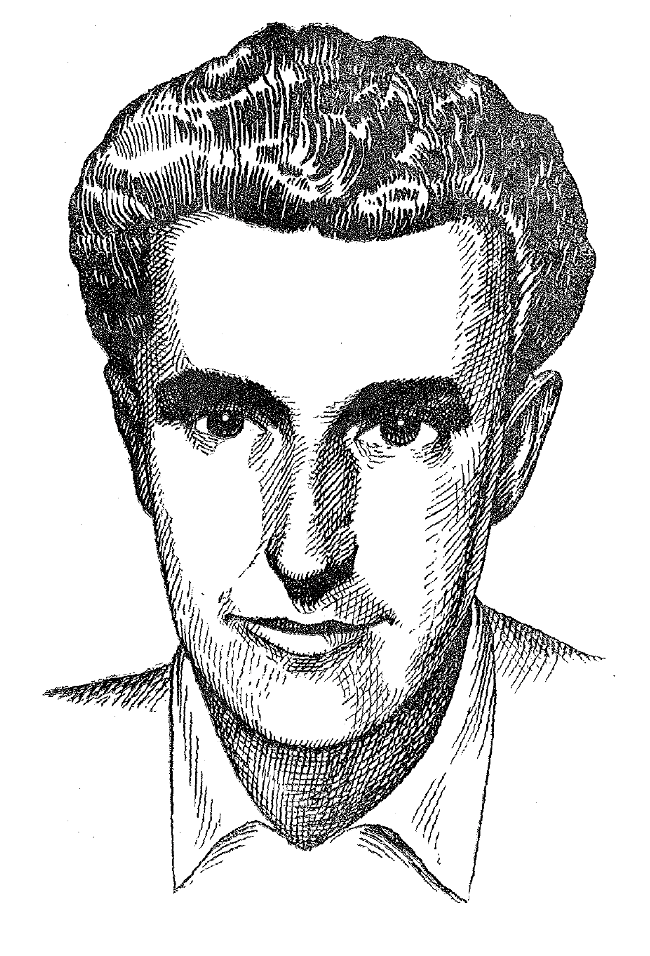
Dibujo de Pablo Palacio según se retrata en San Miguel de Unamuno, libro de ensayos de Benjamín Carrión

En 1939 empieza a padecer trastornos mentales y a quejarse «de trastornos estomacales». Se hizo una cura milagrosa que terminó con intoxicación. Fue a Salinas a una temporada de reposo. Volvió bronceado y aparentemente rebosando salud, pero le ocurrían cosas raras que asombraban a sus amigos: fugas, amnesias repentinas, desaparición de palabras que le cortaban las frases, distracciones prolongadas, ausencias en las que la realidad circundante se le escamoteaba y nerviosidad, irritabilidad inmotivada, mucha intranquilidad, todo lo que él jamás había sido. En casa de la familia Kingman hacía sus comidas, pero ya la locura había obnubilado parte de su razón y todo por culpa del maldito treponema pálido según se decía.
Por último, con sus facultades mentales alteradas, pasó algunos meses en la clínica psiquiátrica del Dr. Julio Endara hasta que su esposa, buscando mejor clima y la atención del Dr. Carlos Ayala Cabanilla, lo trasladó en 1940 a Guayaquil y habitaron una pobre casita de caña en 9 de Octubre y Carchi, y las veces que salía lo dejaba encerrado con llave o bajo la vigilancia de alguna amiga de confianza. El Dr. Angel Felicísimo Rojas hacía colectas entre los amigos para ayudar en los gastos. Después empezó a sufrir de largos periodos de abulia seguidos de otros de violencia y se volvió peligroso. En 1945 su esposa tuvo que internarlo en la clínica Psiquiátrica Lorenzo Ponce de Guayaquil del Dr. Carlos Ayala Cabanilla, donde prestó sus servicios como enfermero para cubrir el costo de un tratamiento que duró más de un año. En 1940 se internó en el hospital psiquiátrico.
Su locura se transformó en una de las grandes coartadas de los críticos que lo acallaron y se burlaron de él; pero Palacio escribió todos sus textos cuando estaba cuerdo, detalle que suele ser ignorado por quienes lo critican.
Afectado por esta irreversible enfermedad, murió a las doce del meridiano del 7 de enero de 1947, en la sala San Juan de Dios, cama 27, del Hospital Luis Vernaza de la ciudad de Guayaquil, a la edad de 40 años.

## Listado de obras

### Publicaciones
- Un hombre muerto a puntapiés (Quito, enero de 1927), colección de cuentos
- Débora (Quito, octubre de 1927), novela corta
- Vida del ahorcado (Quito, noviembre de 1932), novela corta

### Cuentos
La producción cuentística de Pablo Palacio se extendió de 1921 a 1930 e incluyó los siguientes relatos:
| Título                                                                 | Fecha de publicación   | Lugar de publicación                          |
| ---------------------------------------------------------------------- | ---------------------- | --------------------------------------------- |
| El huerfanito                                                          | Junio de 1921          | Loja, Revista Alba nueva                      |
| Amor y muerte                                                          | Mayo-junio de 1922     | Loja, Revista Alba nueva                      |
| El frío                                                                | Febrero de 1923        | Loja, Revista Inquietud                       |
| Los aldeanos                                                           | Marzo-abril de 1923    | Loja, Revista Inquietud                       |
| Rosita Elguero                                                         | Marzo de 1924          | Loja, Revista del Colegio Bernardo Valdivieso |
| Una carta, un hombre y algunas cosas más                               | Junio de 1924          | Loja, Revista Iris                            |
| Un nuevo caso de marriage en trois                                     | Diciembre de 1925      | Quito, Revista América                        |
| Gente de provincias                                                    | Enero-febrero de 1926  | Quito, Revista América                        |
| Comedia inmortal                                                       | Febrero de 1926        | Quito, Revista Efigie                         |
| Un hombre muerto a puntapiés                                           | Abril de 1926          | Quito, Revista Hélice                         |
| El antropófago                                                         | Mayo de 1926           | Quito, Revista Hélice                         |
| Brujerías                                                              | Mayo de 1926           | Quito, Revista Hélice                         |
| Las mujeres miran las estrellas                                        | Septiembre de 1926     | Quito, Revista Hélice                         |
| ¡Señora!                                                               | Enero de 1927          | Guayaquil, Revista Savia                      |
| Luz lateral                                                            | Enero de 1927          | Quito, Un hombre muerto a puntapiés           |
| La doble y única mujer                                                 | Enero de 1927          | Quito, Un hombre muerto a puntapiés           |
| El cuento                                                              | Enero de 1927          | Quito, Un hombre muerto a puntapiés           |
| Relato de la muy sensible desgracia acaecida en la persona del joven Z | Enero de 1927          | Quito, Un hombre muerto a puntapiés           |
| Novela guillotinada                                                    | Septiembre de 1927     | La Havana, Revista de Avance                  |
| Una mujer y luego pollo frito                                          | Mayo de 1929           | Quito, Revista Llamarada                      |
| Sierra                                                                 | Octubre-noviembre 1930 | Loja, Revista Universitaria                   |

### Poesía

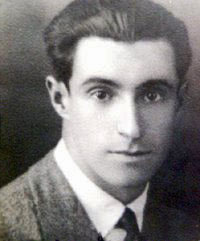
Retrato de Palacio

Hasta el momento se ha podido recuperar seis (6) poemas de Pablo Palacio:
- Ojos negros (Iniciación CBV, febrero 1920)
- Minutos (Iris, junio 1924)
- Capricho pictórico representando a Laura Judith I (El Día, septiembre 1927)
- Capricho pictórico representando a Laura Vela (Claridad, enero 1928)
- As de diamantes Isabel León (Claridad, julio 1929)
- As de corazones yo y mis recuerdos (s/f).

La poesía de Palacio no pierde aquella esencia ácida e incluso es parte de su narrativa, como claramente se puede observar en los poemas "Caprichos pictóricos" en relación con el inicio del cuento "Luz lateral"; una interpretación del poema "Minutos" encuentra una intertextualidad que alude la escultura "El Pensador" de Rodín:

Con la cara de bruces en el tiempo,

con los ojos cerrados,
y una mano con la frente ceñuda,

miremos el alma.
Caprichos pictóricos

## Juicios críticos de su obra
El chileno Hernán Lavín Cerda, fue uno de los primeros autores en destacar la obra de Palacio y consideraría que el autor se adelantó "más de treinta años a los hallazgos de la novelística continental de los 60".Asimismo el escritor Uruguayo Jorge Ruffinelli resumió el "iluminado alucinamiento" de Palacio de la siguiente manera: "si hoy se leyera su obra con un prisma diferente y desapasionado, podría comprenderse que las disecciones minuciosas de las miserias burguesas de la subjetividad fueron más eficaces y auténticas que las toneladas de realismo bien intencionado"
Un hombre muerto a puntapies fue descrita por Benjamín Carrión de la siguiente manera:

Un hombre muerto a puntapiés, libro de cuentos con que se reveló Pablo Palacio, tiene de Poe y de Maupassant —dos grandes desequilibrados—, de Pirandello el cuentista. Pero sobre todo, tiene de Pablo Palacio. Es un libro esencialmente antirromántico; Pero no de un antirromanticismo combativo, de escuela y de prédica. Su sentido interior recuerda un poco el de "Une vie", de Maupassant, por aquello de mantener lo que yo alguna vez he llamado el descrédito de la realidad pero lo que en el francés rezuma—por entre una elegante ironía—desesperanza, espíritu de rebelión, en el cuentista ecuatoriano es algo espontáneo, corriente, natural. Todo dramatismo, toda sensiblería le son consustancialmente ajenos. Si a Pablo Palacio se le viniera —por transigir por un público habituado al lagrimón— la idea de escribir literatura sentimental, le resultaría tan falsa como falsa es la literatura indigenista nuestra, que presta a los indios los modos de ver y de sentir de mestizos holgazanes y criollos reblandecidos por la imitación de vicios literarios.
Benjamin Carrión - Mapa de América

El crítico peruano José Miguel Oviedo afirma: 

"En la literatura ecuatoriana de su época, dominada por la llamada "generación del 30" (Jorge Icaza, Demetrio Aguilera Malta y otros), que implantó el canon social-realista, el tema indigenista y el fervoroso alegato ideológico como las características —algo monótonas— de la narrativa nacional, la brevísima obra de Pablo Palacio es una incómoda y discordante excepción. Esa cualidad singular e inasimilable de su producción condujo a una serie de malentendidos y confusiones que contribuyeron a oscurecer su aporte, que sólo en las dos últimas décadas ha empezado a revaluarse seriamente: todavía estamos descubriendo a Palacio, mientras, paradójicamente, muchos de los "realistas" de su tiempo pasan al olvido."

## Sobre Pablo Palacio

### Homenajes
- En su honor se hizo el Simposio Nacional de Literatura Pablo Palacio, organizado por la Casa de la Cultura Ecuatoriana.[19]
- En 2015 se creó la Biblioteca Pablo Palacio, en Quito como parte del Ministerio de Educación con más de 20 mil obras disponibles.[20]

### Sobre su vida y obra
- En 2015 se publicó el comic book Un hombre muerto a puntapiés, basado en su cuento de 1927, con adaptación y dibujos de Jorge Cevallos.[21]
- En 2024 se puso en escena la obra de teatro "Pablo Palacio: un hombre sin rostro", presentada por la Universidad Nacional de Loja (UNL).[22]
- En 2004 Ivan Mora Manzano hizo un cortometraje titulado "Vida de ahorcado" haciendo referencia a la obra de Palacio.[23]

### Edición de sus obras
- Obras completas de Pablo Palacio. Editorial Casa de la Cultura Ecuatoriana. Año 1964, 350 pp.
- Obras completas de Pablo Palacio. Editor Circulo de lectores. Año 1985, 270 pp.
- Obras completas de Pablo Palacio, Wilfrido Howard Corral. Editor ALLCA XX, Université Paris X. Año 2000, 620 pp.
- Obras escogidas de Pablo Palacio. Editorial El Conejo. Año 2002, 181 pp.

### Selección de antologías
- José Miguel Oviedo, Antología crítica del cuento hispanoamericano del siglo XX (1920-1980), 2013.[24]
- Fernando Burgos, Cuentos de Hispanoamérica en el siglo XX, 1997, 540 pp.[25]
- En 2021 se reeditaron los "7 mejores cuentos de Pablo Palacio" como parte de grandes nombres de la literatura en lengua española.[26]